# Fábio Alves Macedo
Fábio Alves Macedo, meglio noto come Fabinho (Ariquemes, 16 marzo 1985), è un ex calciatore brasiliano, di ruolo difensore.

## Palmarès

### Club

#### Competizioni nazionali
- Campionato argentino: 1

Newell's Old Boys: Apertura 2004
- Campeonato Brasileiro Série B: 1

Coritiba: 2007

#### Competizioni statali
- Campionato Paraense: 1

Paysandu: 2010